# Carlos Monzón
Carlos Roque Monzón (San Javier, 7 agosto 1942 – Los Cerrillos, 8 gennaio 1995) è stato un pugile e attore argentino, campione mondiale dei pesi medi dal 1970 (strappando il titolo a Nino Benvenuti) al 1977.
La International Boxing Hall of Fame lo ha ammesso fra i più grandi pugili di ogni tempo. Nel 2002 Ring Magazine ha inserito Carlos Monzón all'11º posto in una propria classifica degli 80 migliori pugili degli ultimi 80 anni. 
Nel 2001 e nel 2004 la medesima rivista lo ha collocato al 3º posto in una propria classifica dei migliori pesi medi della storia del pugilato. Il sito BoxRec lo valuta il sesto miglior pugile di sempre per ogni categoria di peso.

## Biografia
Monzón nasce a San Javier, nella provincia di Santa Fe, il 7 agosto 1942, sestogenito dei dodici figli di Roque Monzón e di Amalia Ledesma, ambedue di origini miste mocoví e spagnole. Quando Monzón ha sei anni, la famiglia si sposta a Santa Fe. Durante il viaggio, Carlos si ammala di tifo; il medico è pessimista sulle conseguenze della malattia ma, a dispetto di tutto ciò, Monzón svilupperà un fisico potente in grado di portarlo ai vertici della boxe mondiale di tutti i tempi. Gli anni giovanili di Monzón sono caratterizzati soprattutto dal tentativo di guadagnare qualche soldo, lavorando come lustrascarpe o - in qualche caso - rubando e tralasciando gli obblighi scolastici.

### Carriera

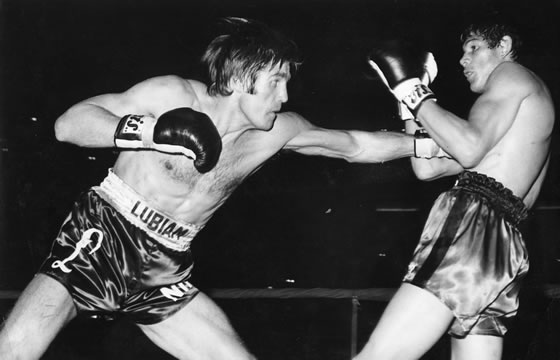
Nino Benvenuti vs Carlos Monzón, 7 novembre 1970

Viene avviato al pugilato da Amílcar Brusa, l'uomo che rimarrà sempre al suo fianco nelle sue imprese. Tra i dilettanti, ha un record di 73 vittorie, 8 sconfitte e 6 pari.

#### Primi anni da professionista
Nel 1963 passa al professionismo nella scuderia di Tito Lectoure, direttore del Luna Park di Buenos Aires. La sua prima borsa è di 3000 pesos, che corrispondono al guadagno di un anno di lavoro del padre.
Combatte i primi 79 incontri in Sudamerica; quasi tutti in Argentina, tranne quattro in Brasile. Subisce solo tre sconfitte ai punti, le uniche della sua carriera, con avversari poi battuti in incontri di rivincita. Conosce solo due volte l'onta del knock-down. Conquista il titolo di campione argentino e poi quello del Sud America. Gli unici pugili di livello da lui affrontati sono Bennie Briscoe, in un match concluso pari e Tom Bethea che batte ai punti. A ben guardare, però, entrambi i verdetti appaiono casalinghi e il secondo neppure unanime.

#### Le due sfide con Benvenuti e la conquista del titolo mondiale dei medi
Tali risultati bastano però a collocarlo al 6º posto nelle classifiche WBA e al 1º in quelle WBC tra gli sfidanti al titolo mondiale dei pesi medi, in possesso di Nino Benvenuti. L'argentino era come lo definisce Benvenuti stesso - un "oggetto misterioso". Il suo scarno curriculum rassicura il Campione del Mondo che accetta di incontrarlo a Roma, con in palio il titolo mondiale. È però una scelta controversa e piuttosto criticata. I compatrioti di Monzón non inviano alcun giornalista al seguito del proprio portacolori e Monzón stesso fa fatica a trovare i soldi per arrivare in Italia.
L'incontro è fissato per il 7 novembre 1970. Monzón al peso dichiara bellicosamente "Da questo ring scenderò o vincitore o morto". Al Palazzo dello Sport la sua dimostrazione di forza è evidente sin dalle prime riprese. Favorito, sia pur di poco, dal maggiore allungo (193 centimetri a fronte di 191 dell'italiano) e dalla maggiore statura (181 centimetri a 180), lo sfidante inizia a pressare l'italiano con colpi lunghi e diritti. Con il passare delle riprese, Monzón può mettere in mostra le proprie armi migliori: la pesantezza dei colpi che affaticano il trentaduenne Campione del Mondo, accompagnata a un'incredibile resistenza ai pugni.

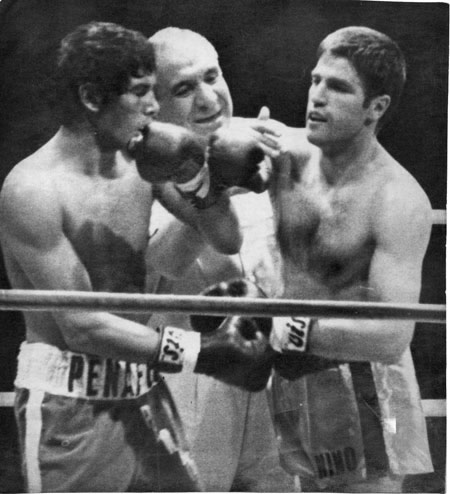
Carlos Monzón vs Nino Benvenuti, 8 maggio 1971

Alla dodicesima ripresa Benvenuti, chiuso in un angolo, non riesce a evitare un diretto destro dell'argentino che lo colpisce alla mascella mandandolo al tappeto. Benvenuti riesce faticosamente a rialzarsi prima dello scadere del conteggio ma è incapace di proseguire e l'arbitro non può che decretare il knock-out tecnico in favore dello sfidante. Il match è nominato Fight of the year del 1970 dalla rivista Ring Magazine.
Monzón torna in patria da eroe: duecentomila persone lo salutano con la cintura di campione del mondo appena conquistata. La sua faccia impassibile da indio si apre al sorriso.
Benvenuti può usufruire della clausola contrattuale della rivincita immediata che è programmata a Montecarlo l'8 maggio 1971 allo Stadio Louis II. Stavolta l'italiano si getta all'attacco già nella prima ripresa colpendo più volte l'avversario che non trova di meglio che ripiegare in scorrettezze, quali colpi alla nuca e una ditata nell'occhio, dimostrando estrema cattiveria. Nella seconda è la volta dell'argentino ad attaccare sino a diventare una furia e a mettere una prima volta al tappeto Benvenuti, nel finale. Il triestino si rialza e, quasi contemporaneamente suona il gong. Nella terza ripresa, Monzón ricomincia nella sua opera demolitoria ai fianchi e allo stomaco sino a costringere l'italiano a piegare un ginocchio a terra. L'ex campione appare svuotato di energie e dall'angolo il suo manager storico, il bolognese Amaduzzi, lancia la spugna in segno di resa. Il verdetto è un nuovo knock out tecnico in favore di Monzón a 1:05 del 3º round.

#### Il suo regno di campione mondiale indiscusso dei pesi medi
A questa difesa del titolo ne seguono tredici, un record nella categoria. Combatte contro il trentatreenne Emile Griffith, già due volte detentore sia del titolo mondiale dei welter, sia di quello dei medi, al Luna Park di Buenos Aires. Al quattordicesimo round l'argentino mette all'angolo lo statunitense delle Isole Vergini sino a 2:32 della ripresa, quando l'incontro è interrotto per knock-out tecnico in favore di Monzón tra il tripudio dei circa 20.000 tifosi presenti. Griffith dichiarerà che sarebbe stato in grado di terminare il match che, comunque stava perdendo con un margine compreso tra i tre e i cinque punti. Segue un nuovo match a Roma contro l'ex Campione del mondo dei medi junior, Denny Moyer, che si conclude con la vittoria di Monzón per Kot al quinto round.
In seguito Monzón mette in palio il titolo due volte contro il Campione d'Europa Jean-Claude Bouttier.
La prima volta allo Stadio Yves du Manoir, il 17 giugno 1972, vince per getto della spugna al 13º round. Bouttier, nel suo libro "Final Fist", accuserà Monzón di avergli piantato un pollice nell'occhio. Il 29 settembre 1973, al Roland Garros, Bouttier si arrende ai punti. Monzón dichiarerà sobriamente di non aver mai incontrato un avversario più difficile.

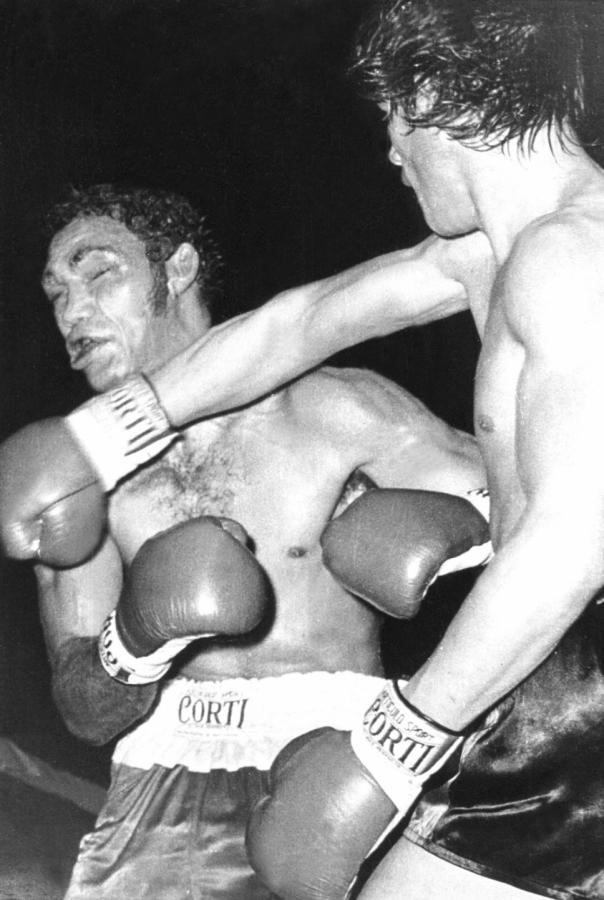
Carlos Monzón vs. Tony Mundine, 1974

Nel frattempo, il 19 agosto 1972, l'argentino si reca a Copenaghen, nella "tana" dell'ex campione d'Europa dei medi e dei mediomassimi Tom Bogs, sconfiggendolo per Kot al quinto round. Affronta al Luna Park di Buenos Aires quel Bennie Briscoe che gli aveva strappato un pari, anni prima. Vince ai punti con un largo verdetto pronunciato dalla giuria tutta argentina. In realtà al 9º round, un terribile pugno di Briscoe lo sbatte alle corde che lo salvano dall'atterramento. A Monzón non rimane altro da fare che “legare” lo sfidante per guadagnare tempo, supportato dall'arbitro Victor Avendano che impedisce a Briscoe di capitalizzare la sua azione con costanti interruzioni. Monzón riesce a completare il match, dopo aver vinto gran parte delle riprese iniziali. Alla fine del 1972, Monzón è nominato Fighter of the year ex aequo con Muhammad Ali.
È quindi la volta di concedere la rivincita all'anziano Emile Griffith, allo Stadio Louis II di Montecarlo, il 2 giugno 1973. L'argentino è reduce da un'operazione chirurgica al braccio dove, tre mesi prima, gli sono state tolte due pallottole da arma da fuoco. Si ritiene comunque sufficientemente in grado di affrontare lo statunitense. Stavolta il trentacinquenne ex Campione del Mondo soccombe solo ai punti in quindici riprese, con un punteggio contenuto tra i due e i quattro punti. Secondo il parere di Benvenuti, presente a bordo ring in veste di giornalista, invece, Griffith aveva prevalso in nove riprese contro cinque e una pari.
Il 29 febbraio 1974, Monzón accetta la sfida del trentaquattrenne Campione del Mondo dei pesi welter José Nápoles. Questi si presenta sul ring di Puteaux, nella banlieue parigina, con un peso di kg 69,400 contro i 72,575 dell'argentino, già avvantaggiato dal superiore allungo di 10 cm. Nápoles regge il confronto soltanto alla prima ripresa, quando mantiene l'iniziativa, colpendo un paio di volte duramente l'avversario. Poi, al 5º e al 6º round è selvaggiamente colpito, tanto che al suono della campana del 7º round rimane seduto all'angolo, abbandonando l'incontro. Dopo questo match, Monzón resta oltre sei mesi senza mettere in palio la cintura e, come da regolamento, è privato del titolo mondiale dalla WBC.

#### Campione mondiale per la sola WBA
Monzón difende tre volte il titolo mondiale lineare e della WBA, vincendo sempre prima del limite. Il 5 ottobre 1974 batte a Parigi l'australiano Tony Mundine per KO al settimo round. L'anno successivo combatte per l'unica volta in carriera negli Stati Uniti, al Madison Square Garden, battendo per Kot al decimo round l'italo-americano Tony Licata, che vantava una "striscia" iniziale di 52 incontri senza sconfitte. Il 13 dicembre 1975, sale nuovamente sul ring parigino per affrontare il nuovo Campione d'Europa Gratien Tonna. Mette il francese KO al 5º round ma anche stavolta un suo avversario si lamenta di aver subito un colpo irregolare. In effetti il colpo decisivo è un destro alla nuca dello sfidante, già barcollante però per un precedente sinistro dell'argentino.

#### I due match contro Rodrigo Valdéz e il ritiro

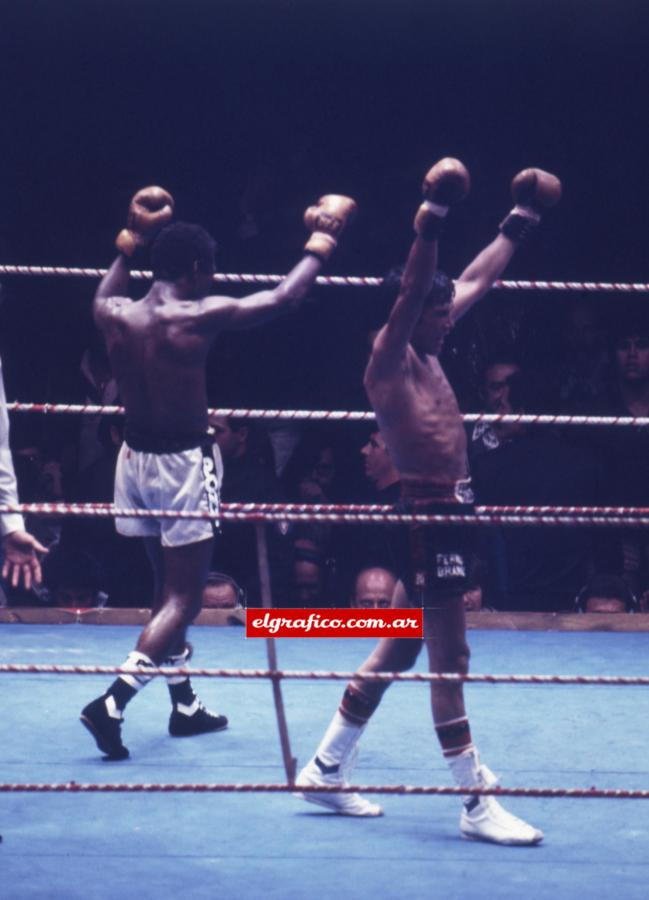
Montecarlo, 30 luglio 1977. Alla fine del combattutissimo secondo incontro tra Monzón e Valdéz entrambi i pugili alzano le braccia.

Molto più difficili, per Monzón, sono i due incontri con il colombiano Rodrigo Valdéz che, nel frattempo, si è impossessato del titolo mondiale WBC. Il primo incontro è fissato il 26 giugno 1976 a Monte Carlo. Valdéz si trova già sul luogo del match quando, una settimana prima, ha la notizia che suo fratello è stato ucciso in Colombia in una rissa da bar. Chiede un rinvio per raggiungere la famiglia ma, vincolato da un contratto molto stringente, è costretto a rimanere in Europa e combattere. Si presenta sul ring ma, svogliato e distratto, è sconfitto dall'argentino che unifica nuovamente il titolo mondiale, con un margine tra i due e i quattro punti.
I due organismi mondiali, riconoscendo che il colombiano non fosse in condizione di combattere durante il suo primo scontro, ordinano allora di ripetere l'incontro. Il 30 luglio 1977, sempre a Montecarlo, Valdéz si mostra subito in partita mandando al tappeto Monzón al secondo round, anche se per soli due secondi scarsi. È il secondo uomo al mondo a mettere KD l'argentino, in tutta la sua carriera. Lo scontro continua e dopo sette round la vittoria di Valdéz sembra assicurata. Monzón però si riprende, rimonta rapidamente, e alla fine vince di stretta misura, con un margine di due-tre punti. Nel 1996, la rivista Ring Magazine ha incluso questo match al 77º posto nella lista dei 100 più grandi combattimenti di tutti i tempi.
Dopo l'ultima sfida con Valdéz, l'argentino lascia il pugilato con indosso la cintura di Campione del Mondo indiscusso. Non tornerà più sul ring, evitando di esibirsi in incontri che evidenzino la sua ormai inevitabile decadenza.
Il suo record complessivo conta 100 combattimenti, di cui 87 vinti (59 prima del limite), 3 persi, 9 pari e un no contest.
È rimasto imbattuto dal 9 ottobre 1964 sino al giorno del ritiro, per un periodo di quasi tredici anni, comprendente 80 combattimenti, di cui 71 vinti e 9 pari.

### Carriera cinematografica

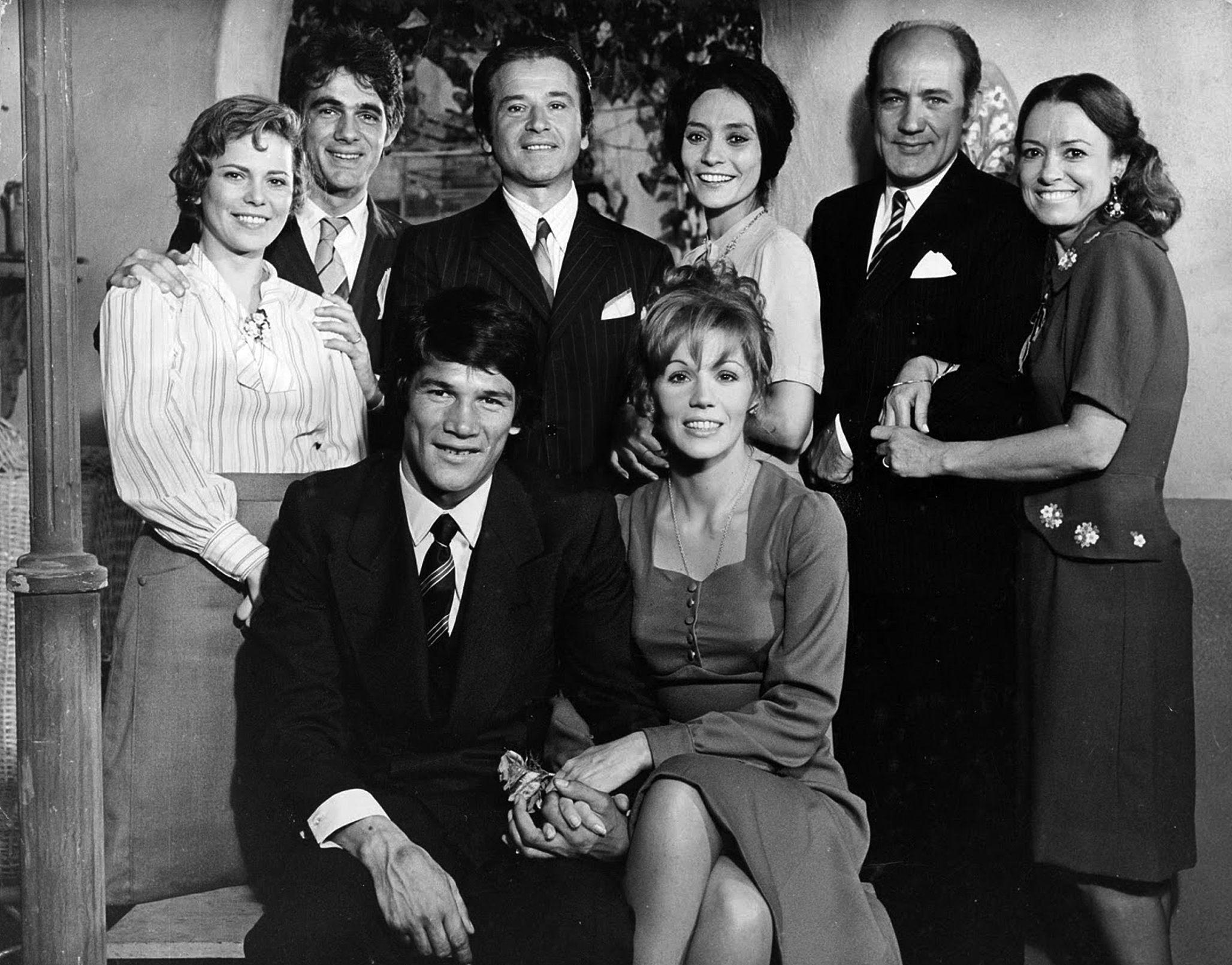
Carlos Monzón e Susana Giménez (alla sua destra) con il resto del cast del film La Mary del 1974

Fuori dal ring, Monzón tenta la carriera cinematografica. Prima del ritiro, nel 1974, recita in La Mary con Susana Giménez, un film di successo diretto da Daniel Tinayre. In seguito recita in alcuni film in Argentina, diffusi a livello locale e fa alcune apparizioni televisive.
In Italia, nel 1976 recita Il conto è chiuso, con Luc Merenda, Mario Brega e ancora con Susana Giménez.
Alle porte di Roma, sempre con la Giménez, gira il western El macho (1977), ed è quel soprannome che gli resterà addosso, come i pugni che sferra alle comparse, finite all'ospedale per il solo torto di interpretare il ruolo di un bandito.

### Vita privata
La vita privata di Monzón è costellata da torbide vicende e relazioni tormentate. Il 4 maggio 1973, alla vigilia di un match senza titolo in palio con lo statunitense Roy Dale, suo fratello Zacarias è ucciso da un colpo di pistola al petto in una fattoria nei pressi di Santa Fe.

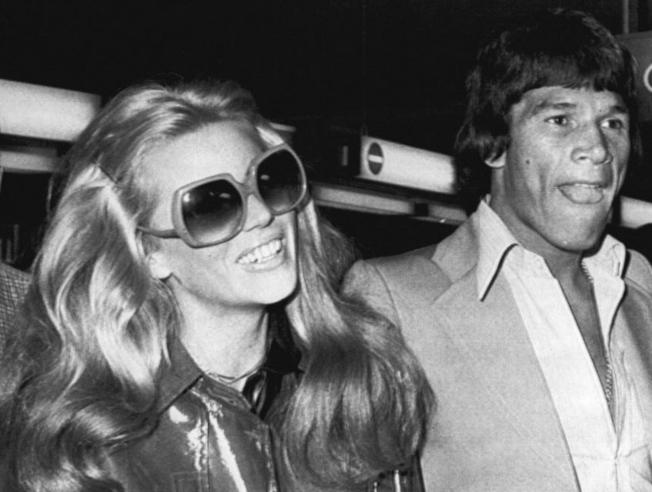
Carlos Monzón e Susana Giménez, 8 maggio 1976

Il campione ha avuto un primo figlio all'età di sedici anni da una donna più anziana di lui. Ha poi avuto tre figli dalla moglie Mercedes Beatriz García e un quinto da Alicia Muñiz, modella, soubrette e attrice uruguaiana. Tra il 1973 e il 1978 ha avuto come partner l'attrice Susana Giménez, la Brigitte Bardot del Sud America.
Spesso Monzón è stato all'attenzione delle cronache per vicende cruente nel contesto delle relazioni con le proprie compagne. Così, quando il campione confessa alla moglie Mercedes il flirt con la Giménez, la donna, accecata dalla gelosia gli spara all'avambraccio destro e a una spalla e poi chiede il divorzio. Il pugile è sottoposto a un intervento chirurgico di sette ore per la rimozione della pallottola. Tre mesi dopo incontra Griffith e lo batte ai punti.
Nel 1978 Monzòn conosce Alicia Muñiz, terza ed ultima moglie. Già nell'ottobre del 1987 è denunciato dalla madre della compagna per violenze sulla modella. Nella notte di san Valentino del 1988 Monzón e la Muñiz hanno un violento litigio; la donna è prima malmenata, poi strangolata e infine gettata ancora agonizzante dal terrazzo della villa di Mar del Plata. L'ex pugile, pur ammettendo di far uso di cocaina, si professa innocente, ma è condannato a undici anni di reclusione.
Dopo sette anni di buona condotta e l'intervento di amici celebri, nel 1995 l'ex pugile ottiene la libertà vigilata.
L'8 gennaio 1995, al termine di una battuta di caccia, mentre sta facendo ritorno al carcere di Las Flores dove ha l'obbligo di pernottare, Monzón si immette nella corsia di sorpasso a 140 chilometri orari: l'auto sbanda e si ribalta più volte. Monzón muore a soli cinquantadue anni. Riposa nel Cimitero Municipale di Santa Fe.

## Caratteristiche tecniche
Dotato di una notevole altezza, 181 cm, per la sua categoria - pesi medi (72,574 kg), deve il suo successo all'assenza di punti deboli. Pur non avendo grande scherma pugilistica, Monzón era essenziale, completo, con un fisico d'acciaio, un pugno potente e preciso accompagnato da un notevole allungo, inoltre era un ottimo incassatore, finito al tappeto solamente 2-3 volte nell'intera carriera professionistica. Queste caratteristiche facevano di lui un pugile freddo, impassibile, determinato, sempre padrone della situazione, spietato con gli avversari.
Mario Romersi, suo abituale sparring partner nei combattimenti in Italia, così lo descrive: «Era un fenomeno. Quando salivi sul ring contro di lui era come se tu lo facessi a mani nude e lui imbracciasse un fucile. Era devastante. Non aveva il pugno secco, quello che ti stende subito. No, lui era peggio. Con un colpo ti ammorbidiva e con gli altri ti annientava».

## Monzón nella cultura di massa
- Monzón è stato protagonista delle cronache dei mass media per le sue relazioni con attrici famose come Nathalie Delon e Mireille Darc[35]. Ha avuto una "veloce passione" per Ursula Andress.[36].
- Monzón è citato in numerosi film: da Woody Allen in Provaci ancora, Sam quando il protagonista si vanta di ispirarsi a lui quando fa l'amore; da Terence Hill nel film Pari e dispari di Sergio Corbucci; da Renato Pozzetto in Io tigro, tu tigri, egli tigra - ep.1 quando il cameriere serve a tavola la padrona di casa; da Enrico Montesano nella pellicola Mi faccia causa; da Luciano "Accattone" Amodio, interpretato da Francesco Pannofino, nel film Fatti della banda della Magliana di Daniele Costantini, quando il bandito parla dei tratti indíos, "alla Monzón", della sua compagna venezuelana.
- È anche citato nella canzone Nuntereggae più di Rino Gaetano.
- L'allenatore di calcio Walter Novellino è soprannominato Monzón per via della sua somiglianza col pugile argentino.[37][38]
- La città di Santa Fe gli ha dedicato un monumento.[39]